# Ken Bruzenak
Ken Bruzenak, né le 30 août 1952 à Finleyville, dans le comté de Washington, en Pennsylvanie, aux États-Unis, est un lettreur de bande dessinée américain, surtout connu pour sa participation à American Flagg! de Howard Chaykin.

## Prix et récompenses
- 1988 : Prix Harvey du meilleur lettreur pour American Flagg![1]
- 1989 : Prix Harvey du meilleur lettreur pour Mr. Monster[2]
- 1990 : Prix Harvey du meilleur lettreur pour Black Kiss[3]